# 米原秀幸
米原 秀幸（よねはら ひでゆき、1967年10月2日 - ）は、日本の漫画家。東京都出身。主に『週刊少年チャンピオン』（秋田書店）誌上で作品を発表している。代表作は『ウダウダやってるヒマはねェ!』、『フルアヘッド!ココ』、『Dämons』（原作：手塚治虫）など。
2010年5月7日発売の『風が如く』第8巻で、単行本が通算100巻（冊）を数えた。

## 略歴
日本デザイン専門学校卒業。1989年に『SPRINGS』で漫画家としてデビューした（『ヤングチャンピオン』（秋田書店）巻頭カラー、「ヤングチャンピオンコミック大賞」受賞作品）。
数年に渡る長編作も、すべての伏線などを回収して円満に連載終了する緻密なストーリー構成で、作画に関して、効果線を多用する画は、紀里谷和明（映画監督）も「映像では表現できない」と絶賛した。
デビュー当初は、高校生を主軸にケンカやバイク、バンドなどをストーリーに絡めて構成されていたが、次第に近未来を彷彿させる構成や舞台設定の『Switch』や『Dämons』、大航海時代を独自の世界観で展開させる『フルアヘッド!ココ』や戦国時代を舞台にした『風が如く』など、作風に拡がりを見せている。

## 人物
作者の嗜好によりロックンロールを彷彿させるファッションや名車などが作品の中でたびたび登場する。
作風は「物語よりもキャラクターを大切にしたい。」と発言しているように、キャラクターの設定や演出を細部まで描く。作画に関しては、背景の細かな部分やファルコン文字など細かな演出、効果線を多彩に駆使する演出に加えて、縦横斜の2ページに股がる描写などもある。
アシスタント経験の無い、独学の状態で漫画家としてデビューし、本人は漫画家の弟子としての経験はない。

## 作品リスト

### 漫画
※各個別についての詳細はそれぞれの項目を参照のこと。

#### 連載作品
『ヤングチャンピオン』
- 『SPRINGS』（1989年、全1巻） - デビュー作
- 『Vision NOA』（2011年 - 2012年、全4巻）

『週刊少年チャンピオン』
- 『GARAKUTA』（1990年、全1巻）
- 『箕輪道伝説』（1990年 - 1992年、全8巻）
- 『ウダウダやってるヒマはねェ!』（1992年 - 1996年、全21巻）
- 『フルアヘッド!ココ』（1997年 - 2002年、全29巻）
  - 『フルアヘッド!ココ 番外編-ZERO-』（全1巻）
- 『Switch』（2002年 - 2005年、全13巻）
- 『南風!BunBun』（2005年 - 2006年、全4巻）
- 『Dämons』（原作：手塚治虫、2006年 - 2008年、全13巻）
- 『風が如く』（2008年 - 2010年、全8巻）

『プリンセスGOLD』
- 『COLD RUSH』（漫画原作担当、作画：くまだゆか、2011年 - 2012年） - 初の漫画原作担当であり、また少女漫画誌での初めての米原作品の連載となる。

『プレイコミック』
- 『報道ギャング ABSURD!』（2010年 - 2013年、全5巻）
- 『ROCK&GEM』（2013年 - 2014年、全2巻）

『別冊少年チャンピオン』
- 『サンセットローズ』（2012年7月号 - 2017年9月号、全21巻）
- 『フルアヘッド!ココ ゼルヴァンス』（2017年12月号 - 2022年1月号、全44話、全15巻）

『月刊少年チャンピオン』
- 『DRAGON SEEKERS』（2015年 - 2017年、全6巻）

『Souffle』
- 『ザクロ 〜報復承ります〜』（2024年 - ）

#### 読み切り作品
『月刊少年チャンピオン』
- 『カフェビーンズ』（1990年）
- 『チョコレートぶるーす』
  1. 第1話「岩間椿」（1994年）
  2. 第2話「罠」（1999年）
  3. 第3話「小さなボディガード」（1999年）
  4. 第4話「スナイパー」（2000年）
- 『ベイス』（2002年）

『週刊少年チャンピオン』
- 『五郎's』（1990年）
- 『フルアヘッド!ココ 番外編』
  1. 「死神の宝物」（1998年）
  2. 「北の街の女神」（1999年）
  3. 「奪取の仮面」（2000年）
  4. 「重舵の夢」（2001年）
  5. 「運が無い日の博打うち」（2001年）

『ヤングチャンピオン烈』
- 『OhiMesama』（2010年）

『ヤングチャンピオン』
- 『似て非なるモノ』（2018年）

『別冊少年チャンピオン』
- 『ウィン ある想いの物語』（2020年6-8月号）
- 『おしりに頭を乗っけちゃえ』（2021年3-4月号）
- 『仇夢と威舞』（2021年7月号）
- 『カズハ!? 本が消えた世界』（2022年10月号）

#### 短編集作品（単行本）
※すべて少年チャンピオン・コミックス
- 『チョコレートぶるーす』（2001年、全1巻）
読み切りの4話と描き下ろしのエピローグを収録。
- 『フルアヘッド!ココ 番外編-ZERO-』（2001年、全1巻）
読み切りの5エピソードと描き下ろしのプロローグとエピローグを収録。
- 『米原秀幸傑作短編集 GARAKUTA』（2002年、全1巻）
『GARAKUTA』 Vol.1 - 5 / 『カフェビーンズ』 / 『五郎's』 / 『ベイス』 の4作品を収録。
- 『米原秀幸が想う。』（2022年、全1巻）
コロナ禍でアシスタントを呼ばずに1人で執筆した作品『ウィン ある想いの物語』 / 『おしりに頭を乗っけちゃえ』 / 『仇夢と威舞』を収録[5][6]。

### OVA
- ウダウダやってるヒマはねェ!（1995年、徳間ジャパンコミュニケーションズ、全2巻）
高校入学編（第1巻） - アマギン編（第2巻）を収録。

### パチンコ
- CRフルアヘッド!ココ（2010年、マルホン工業）

## その他
- 『週刊少年チャンピオン』の漫画賞「新人まんが賞」の審査員を務めており、批評コメントはやや辛口だが、逆に良い作品に対してべた褒めに近い表現のときもある（評価が両極端ということではない）。第51回から第74回まで参加。後に『侵略!イカ娘』というヒット作を生み出した作家である安部真弘の投稿作『羽根憑き』に対して、「絵はプロレベル」と画力は評価しながらも「話はまんがをバカにしてるとしか思えない」と酷評している。
- デビュー作が巻頭カラーだったことについて、のちに「だまされていると思った」ことを語った[1]。
- 少年漫画との出会いは『ブラック・ジャック』[7]。
- 『箕輪道伝説』は週刊誌での連載であるにもかかわらず、アシスタント無しの作者一人で少年誌での連載を始めた作品である[8]。

## 弟子
- 山口陽史 - 1番弟子にあたる漫画家で、『月刊少年チャンピオン』にて『エグザムライ戦国』を連載。
- 緋采俊樹 - 2番弟子にあたる漫画家で、代表作『ゲッチューまごころ便』の第1巻刊行を祝福し、主人公・紅男のイラスト（米原バージョン）とコメントを寄せている。また緋采自身も、HPやコミックスなど随所で尊敬の意を表している。